# Rhyacichthys aspro
Rhyacichthys aspro е вид бодлоперка от семейство Rhyacichthyidae.

## Разпространение и местообитание
Видът е разпространен в Индонезия, Папуа Нова Гвинея, Провинции в КНР, Соломонови острови, Тайван, Филипини и Япония.
Обитава крайбрежията на сладководни и полусолени басейни, океани, морета и потоци в райони с тропически климат. Среща се на дълбочина от 1 до 5,5 m, при температура на водата около 29 °C и соленост 34,1 ‰.

## Описание
На дължина достигат до 25 cm.